# Libanon az 1964. évi nyári olimpiai játékokon
Libanon a japán Tokióban megrendezett 1964. évi nyári olimpiai játékok egyik részt vevő nemzete volt. Az országot az olimpián 2 sportágban 5 sportoló képviselte, akik érmet nem szereztek.

## Sportlövészet
Férfi
| Versenyző   | Versenyszám | Pont | Helyezés |
| ----------- | ----------- | ---- | -------- |
| Joseph Aoun | Trap        | 176  | 40.      |

## Vívás
Férfi
| Versenyző                                                  | Versenyszám       | Csoportkör | Csoportkör | Csoportkör | Csoportkör | Elődöntő                    | Elődöntő          | Elődöntő          | Döntő             | Helyezés    |
| Versenyző                                                  | Versenyszám       | 1. kör | 1. kör     | 2. kör | 2. kör     | 3. kör                      | 4. kör            | 5. kör            | Döntő             | Helyezés    |
| Versenyző                                                  | Versenyszám       | Ellenfél Eredmény | Hely.      | Ellenfél Eredmény | Hely.      | Ellenfél Eredmény           | Ellenfél Eredmény | Ellenfél Eredmény | Ellenfél Eredmény | Helyezés    |
| ---------------------------------------------------------- | ----------------- | --- | ---------- | --- | ---------- | --------------------------- | ----------------- | ----------------- | ----------------- | ----------- |
| Hassan El-Said                                             | Párbajtőr, egyéni | B. csoport · Hrihorij Krissz (URS) · 1-5 · Paul Gnaier (EUA) · 4-5 · Yves Dreyfus (FRA) · 1-5 · Ókava Heizaburó (JPN) · 5-4 · René Van Den Driessche (BEL) · 5-2 · Trần Văn Xuan (VIE) · 5-1 · Michael Ryan (IRL) · 5-2                                                  | 4.         | A. csoport · Kulcsár Győző (HUN) · 1-5 · Hans Lagerwall (SWE) · 0-5 · Wiesław Glos (POL) · 5-1 · John Bouchier-Hayes (IRL) · 5-2 · Tabucsi Kazuhiko (JPN) · 5-4 · Giuseppe Delfino (ITA) · 4-5 | 3.         | Orvar Lindwall (SWE) · 3-10 | kiesett           | kiesett           | kiesett           | 17.         |
| Joseph Gemayel                                             | Párbajtőr, egyéni | C. csoport · Henryk Nielaba (POL) · 2-5 · Guram Kosztava (URS) · 3-5 · John Bouchier-Hayes (IRL) · 0-5 · Peter Jacobs (GBR) · 5-4 · Orvar Lindwall (SWE) · 5-3 · Bizhan Zarnegar (IRI) · 5-3 · Francisco Serp (ARG) · 4-5 · Rájátszás: · John Bouchier-Hayes (IRL) · 4-5 | 6.         | kiesett | kiesett    | kiesett                     | kiesett           | kiesett           | kiesett           | helyezetlen |
| Michel Saykali                                             | Párbajtőr, egyéni | D. csoport · Bohdan Gonsior (POL) · 3-5 · Rudolf Trost (AUT) · 5-4 · Haukler István (ROU) · 5-4 · Frank Anger (USA) · 5-3 · John Andru (CAN) · 5-2 · Shahpour Zarnegar (IRI) · 5-0 · Gianluigi Saccaro (ITA) · 1-5                                                       | 2.         | E. csoport · Roland Losert (AUT) · 2-5 · Claude Bourquard (FRA) · 1-5 · Guram Kosztava (URS) · 4-5 · Orvar Lindwall (SWE) · 0-5 · Haukler István (ROU) · 5-5                                   | 6.         | kiesett                     | kiesett           | kiesett           | kiesett           | helyezetlen |
| Hassan El-Said Joseph Gemayel Ibrahim Osman Michel Saykali | Párbajtőr, csapat | A. csoport · Svájc (SUI) · 3-12 · Szovjetunió (URS) · 1-9 | 4.         | |            | kiesett                     | kiesett           | kiesett           | kiesett           | helyezetlen |